# McElhinney's
McElhinney's is een warenhuis van drie verdiepingen in Ballybofey, County Donegal. Het is het grootste warenhuis van Ierland buiten de hoofdstad Dublin. Naast Finn Park, MacCumhaill Park en een paar hotels is McElhinney's een van de meer herkenbare bezienswaardigheden van Ballybofey.
Er bestaat een winkel met dezelfde naam in Meath, maar er is geen verband tussen deze winkels.

## Geschiedenis
McElhinney's werd in 1968 opgericht door John McElhinney. In de beginperiode reed John McElhinney met zijn bus door Donegal en verkocht van hieruit zijn waren. Daarna richtte hij in 1971 een kleine winkel van nog geen 50 m² op in Glenfin Street in Ballybofey. Hier was de winkel acht jaar lang gevestigd totdat het huidige warenhuis in Lower Main Street werd geopend. De huidige winkel heeft door de jaren heen met tegenslagen te maken gehad, waaronder een overstroming in 1985 en een brandbomaanval in 1987.
In 1977 startte de winkel met de verkoop van trouwjurken. 
Anno 2021, bij het vijftigjarig bestaan, is het warenhuis nog steeds in handel van de familie McElhinney. In 2021 telde de winkel negen afdelingen en had een oppervlakte van bijna 2.700 m².